# 목회서신
목회서신(牧會書信, pastoral epistles) 혹은 사목서신(司牧書信)은 신약성경의 정경 중 디모테오에게 보낸 첫째 편지, 디모테오에게 보낸 둘째 편지, 디도에게 보낸 편지의 세 서신서를 묶어 부르는 말이다. 가끔 여기에 필레몬에게 보낸 편지가 포함되기도 한다. 이 편지들은 공통적으로 교회를 감독하는 일에 대해 전달하고 있다. 목회 지침을 제시했다는 측면에 주목해 파울 안톤Paul Anton이 1926년에 처음 "목회pastoral" 서신이라는 이름을 붙였다.

## 저작성
사도 바울로의 저작이라는 것이 전통적인 견해지만, 18세기부터 바울로 이후에 쓰여졌을 가능성이 계속 제기되고 있다.

### 전통적 견해
안티오키아의 이냐시오와 폴리카르포스 등 속사도들이 이 서신을 인용한 점, 무라토리단편에서 본 서신을 사도 바울로의 저작으로 인정한 점, 오리게네스가 바울로의 서신이 총 14편 남아있다고 언급한 점, 오리게네스가 디도에게 보낸 편지에 주해를 작성한 사실이 인정되는 점 등이 사도 바울로의 저작성을 뒷받침해준다.
비록 이 서신들이 다른 바울로 서신들과 문장에 차이가 있지만, 이것은 수취인이 회중이 아닌 목회자 개인이었기 때문에 발생하는 차이라는 설명도 존재한다.

### 비평학적 견해
본 서신의 문장이나 내용들이 다른 바울로 서신들과 크게 다르다는 이유로 현재는 본 서신들이 바울로 사후에 쓰여졌다고 보는 견해가 주되다. 이런 주장은 프리드리히 슐라이어마허가 1807년에 주장한 이후로 성서비평학계를 중심으로 전세계에서 널리 받아들여진다. 슐라이마이허는 본 서신들이 바울로의 시대보다 더 발전된 형태의 영지주의에 대응하기 위해 서술된 것일지도 모른다는 주장을 펼친다.
장로(πρεσβύτερος) 혹은 원로라는 단어의 사용이 시대에 맞지 않는다는 비판도 제기된다. 실제로 사도행전에서 보조자를 임명하고 보조자 중심으로 교회를 구성한 것과 대조된다.
보다 남녀평등적 태도를 취했던 다른 서신들에 비해 남녀의 역할이 구별되어 서술된다는 점 역시 차이점으로 지적된다. 고린토인들에게 보낸 첫째 편지 14장에도 이와 유사한 구절이 등장하는데, 이 부분이 오히려 디모테오에게 보낸 둘째 편지에서 차용한 것으로 보는 시각이 존재한다. 이 차용을 통해 고린도전서가 초대 교회에서 더 잘 받아들여졌을 것이라는 주장이다.

## 기록 연대
폴리카르포스가 필립비인들에게 보낸 그의 서신에서 디모테오에게 보낸 편지를 인용한다. 폴리카르포스의 사망 연대가 서기 155년에서 167년 사이로 추정되므로, 최소한 그 이전에 이 편지들이 작성되었음이 널리 인정된다. 이레니우스 역시 180년에 서술한 영지주의에 대한 논박에서 이 서신들을 인용한다.
따라서 이 서신들은 최소한 서기 1세기에서 2세기 사이에 쓰인 것으로 추정된다. 서기 2세기에 쓰였다고 주장하는 학자들은 이 편지가 마르키온주의와 영지주의의 출현에 대응하기 위해 창작되었을 것이라고 주장한다. 이러한 주장에 의하면 만일 마르키온이 파문당한 직후부터 본격적인 포교를 시작했다고 가정할 때 본 서신의 성립 시기는 서기 144년 이후로 비정된다. 마르키온 정경에 이 서신들이 포함되어있지 않았다는 점도 근거 중 하나로 삼는다.
이 서신이 바울로에 의해 쓰여지지 않았다고 믿는 학자들은 대부분 바울로 사후인 서기 80~100년에 이 서신들이 집필되었다고 생각한다. 이는 디모데후서 1장 5절에서 바울로가 디모테오의 어머니와 할머니의 기독교 신앙을 언급한 것이 기독교 3세대들을 대상으로 한 편지였기 때문이라고 생각한 결과이다.